# En kvinnas röst
En kvinnas röst (engelska: The Bostonians) är en brittisk romantisk dramafilm från 1984 i regi av James Ivory. Filmen är baserad på Henry James roman The Bostonians från 1886. I huvudrollerna ses Vanessa Redgrave, Christopher Reeve, Madeleine Potter och Jessica Tandy. Vanessa Redgrave nominerades till en Golden Globe och en Oscar för sin rollinsats.

## Rollista i urval
- Christopher Reeve - Basil Ransom
- Vanessa Redgrave - Olive Chancellor
- Jessica Tandy - Miss Birdseye
- Madeleine Potter - Verena Tarrant
- Nancy Marchand - Mrs. Burrage
- Wesley Addy - Dr. Tarrant
- Barbara Bryne - Mrs. Tarrant
- Linda Hunt - Dr. Prance
- Charles McCaughan - polis
- Nancy New - Adeline
- John Van Ness Philip - Henry Burrage
- Wallace Shawn - Mr. Pardon